# Società Sportiva Teramo Calcio 2021-2022
Questa voce raccoglie le informazioni riguardanti la Società Sportiva Teramo Calcio nelle competizioni ufficiali della stagione 2021-2022.

## Divise e sponsor
Lo sponsor tecnico per la stagione 2021-2022 è Legea. I main sponsor per il campionato sono Infosat, Pediatotem ed R115.

## Organigramma societario
La disposizione delle sezioni e la presenza o meno di determinati ruoli può essere variata in base a spazi occupati e dati in possesso.
Area direttiva
- Presidente:Franco Iachini

Area organizzativa
- Team manager: Fabio Luigi Gatta
- Magazziniere: Mauro Di Ubaldo

Area tecnica
- Direttore sportivo: Carlo Musa
- Allenatore: Federico Guidi
- Allenatore in seconda: Andrea Cupi
- Preparatore atletico: Domenico Melino
- Preparatore dei portieri: Giovanni Di Fiore

Area sanitaria
- Responsabile: Fabio Luigi Gatta
- Medici sociali: Carlo D'Ugo
- Ortopedico: Stefano Di Filippantoni, Massimo Partenza
- Osteopata: Antonio Misantone
- Recupero infortuni:  Stefano Del Grosso
- Fisioterapista:  Federico Porrini, Nicola Di Donato

## Rosa
Aggiornata al 12 novembre 2021.
| N. |                       | Ruolo | Calciatore                 |
| -- | --------------------- | ----- | -------------------------- |
| 1  | Italia (bandiera)     | P     | Andrea Tozzo               |
| 2  | Montenegro (bandiera) | D     | Cristian Hadžiosmanović    |
| 3  | Albania (bandiera)    | D     | Angelo Ndreçka             |
| 4  | Italia (bandiera)     | D     | Daniele Trasciani          |
| 5  | Italia (bandiera)     | D     | Marco Soprano              |
| 6  | Italia (bandiera)     | C     | Andrea Arrigoni (capitano) |
| 7  | Italia (bandiera)     | A     | Manuele Malotti            |
| 8  | Italia (bandiera)     | C     | Federico Viero             |
| 9  | Italia (bandiera)     | A     | Gabriele Bernardotto       |
| 10 | Italia (bandiera)     | C     | Domenico Mungo             |
| 11 | Italia (bandiera)     | C     | Mattia Lombardo            |
| 12 | Italia (bandiera)     | P     | Christian D'Ambrosio       |
| 13 | Italia (bandiera)     | D     | Devid Bouah                |
| 14 | Italia (bandiera)     | D     | Davide Mordini             |
| 16 | Italia (bandiera)     | C     | Matteo Rossetti            |
| 17 | Italia (bandiera)     | C     | Jacopo Surricchio          |
| 18 | Italia (bandiera)     | D     | Pierluigi Pinto            |

| N. |                    | Ruolo | Calciatore          |
| -- | ------------------ | ----- | ------------------- |
| 19 | Italia (bandiera)  | D     | Niccolò Bellucci    |
| 20 | Italia (bandiera)  | A     | Simone Rosso        |
| 21 | Romania (bandiera) | A     | Daniel Bîrligea     |
| 22 | Italia (bandiera)  | P     | Giuseppe Agostino   |
| 23 | Italia (bandiera)  | D     | Francesco Rillo     |
| 23 | Italia (bandiera)  | D     | Lorenzo De Grazia   |
| 24 | Italia (bandiera)  | C     | Marco Cuccurullo    |
| 26 | Italia (bandiera)  | D     | Matteo Piacentini   |
| 27 | Italia (bandiera)  | D     | Roberto Furlan      |
| 28 | Italia (bandiera)  | C     | Marco Fiorani       |
| 29 | Italia (bandiera)  | A     | Nigel Kyeremateng   |
| 29 | Italia (bandiera)  | C     | Cosimo Forgione     |
| 30 | Italia (bandiera)  | C     | Flavio Di Dio       |
| 30 | Italia (bandiera)  | D     | Simone Iacoponi     |
| 31 | Italia (bandiera)  | P     | Luigi Petricca      |
| 32 | Italia (bandiera)  | P     | Filippo Perucchini  |
| 33 | Italia (bandiera)  | A     | Giuseppe Montaperto |

## Risultati

### Serie C

#### Girone di andata
| Arbitro: | Cascone (Nocera Inferiore) |

|                             |           |  |
| Schenetti 53’ Coppolaro 63’ | Marcatori |  |

| Teramo 5 settembre 2021, ore 17:30 CEST 2ª giornata | Teramo                    | 0 – 0 referto | Siena | Stadio Gaetano Bonolis (1 011 spett.)\| Arbitro: \| Ferrieri Caputi (Livorno) \| |
| Arbitro:                                            | Ferrieri Caputi (Livorno) |               |       |                                                                                  |

| Modena 12 settembre 2021, ore 17:30 CEST 3ª giornata | Modena                               | 0 – 0 referto | Teramo | Stadio Alberto Braglia (2 458 spett.)\| Arbitro: \| Pirrotta (Barcellona Pozzo di Gotto) \| |
| Arbitro:                                             | Pirrotta (Barcellona Pozzo di Gotto) |               |        |                                                                                             |

| Arbitro: | Rinaldi (Bassano del Grappa) |

|            |           |                           |
| Malotti 6’ | Marcatori | 54’ Gucci 67’ De Respinis |

| Arbitro: | Crezzini (Siena) |

|  |           |            |
|  | Marcatori | 46’ Angeli |

| Arbitro: | Taricone (Perugia) |

|                              |           |                            |
| Fedato 19’ (rig.) Mawuli 56’ | Marcatori | 6’ Arrigoni 83’ Cuccurullo |

| Arbitro: | Sfira (Pordenone) |

|                |           |  |
| Cuccurullo 69’ | Marcatori |  |

| Arbitro: | Ubaldi (Roma 1) |

|             |           |                      |
| Gennari 39’ | Marcatori | 6’ Viero 15’ Malotti |

| Arbitro: | Virgilio (Trapani) |

|              |           |             |
| Bîrligea 17’ | Marcatori | 61’ Redolfi |

| Arbitro: | Longo (Cuneo) |

|           |           |                    |
| Arras 42’ | Marcatori | 60’ Hadžiosmanović |

| Arbitro: | Collu (Cagliari) |

|  |           |                                                     |
|  | Marcatori | 38’ Brambilla 40’ Ilari 71’ Bortolussi 90’ Caturano |

| Arbitro: | D'Eusanio (Faenza) |

|                                     |           |             |
| Barranca 38’ Jallow 42’ Gambale 63’ | Marcatori | 36’ Malotti |

| Arbitro: | Andreano (Prato) |

|                              |           |                              |
| Viero 4’ Mungo 53’ Rosso 56’ | Marcatori | 65’ (rig.) Marchi 90+2’ Nepi |

| Arbitro: | Galipò (Firenze) |

|                    |           |                 |
| Ferrari 41’ (rig.) | Marcatori | 85’ Bernardotto |

| Arbitro: | Emmanuele (Pisa) |

|                              |           |                  |
| Bernardotto 17’ Bîrligea 69’ | Marcatori | 11’, 63’ Ragatzu |

| Arbitro: | Baratta (Rossano) |

|                                                             |           |  |
| D'Auria 43’ Figoli 53’ Mazzarani 64’ (rig.) Galligani 90+1’ | Marcatori |  |

| Arbitro: | Zucchetti (Foligno) |

|  |           |                                        |
|  | Marcatori | 28’ Rosso 31’ (aut.) Shiba 55’ Soprano |

| Arbitro: | Zamagni (Cesena) |

|  |           |                                                    |
|  | Marcatori | 22’ (rig.) Rolfini 68’ Moretti 76’, 90+2’ Faggioli |

| Arbitro: | Fiero (Pistoia) |

|                                                |           |  |
| Lanini 9’, 12’ Cremonesi 43’, 52’ Neglia 90+1’ | Marcatori |  |

#### Girone di ritorno
| Arbitro: | Canci (Carrara) |

|  |           |                            |
|  | Marcatori | 25’ Morosini 60’ S. Merkaj |

| Arbitro: | Andreano (Prato) |

|                           |           |              |
| Laverone 12’ Paloschi 51’ | Marcatori | 43’ D'Andrea |

| Arbitro: | Carella (Bari) |

|                    |           |                             |
| Arrigoni 7’ (rig.) | Marcatori | 45+1’, 56’ (rig.) Tremolada |

| Arbitro: | Gemelli (Messina) |

|  |           |                              |
|  | Marcatori | 2’ De Grazia 31’ Bernardotto |

| Arbitro: | Petrella (Viterbo) |

|                |           |  |
| Lombardi 90+3’ | Marcatori |  |

| Arbitro: | Zanotti (Rimini) |

|             |           |  |
| Codromaz 6’ | Marcatori |  |

| Arbitro: | Fiero (Pistoia) |

|                                     |           |                                                   |
| D'Ambrosio 2’ Volpicelli 36’ (rig.) | Marcatori | 38’ (rig.) Arrigoni 52’ Bernardotto 80’ De Grazia |

| Arbitro: | Giaccaglia (Jesi) |

|            |           |          |
| Soprano 6’ | Marcatori | 75’ Vano |

| Arbitro: | Villa (Rimini) |

|                         |           |                           |
| Cittadino 7’ Mangni 19’ | Marcatori | 62’ Arrigoni 67’ D'Andrea |

| Arbitro: | Cavaliere (Paola) |

|                   |           |                |
| D'Andrea 39’, 60’ | Marcatori | 21’ Nocciolini |

| Arbitro: | Mirabella (Napoli) |

|                         |           |  |
| Pierini 4’ Caturano 52’ | Marcatori |  |

| Arbitro: | Ubaldi (Roma 1) |

|  |           |              |
|  | Marcatori | 13’ Giordani |

| Arbitro: | Iacobellis (Pisa) |

|  |           |                 |
|  | Marcatori | 47’ Bernardotto |

| Teramo 19 marzo 2022, ore 17:30 CET 33ª giornata | Teramo             | 0 – 0 referto | Pescara | Stadio Gaetano Bonolis (3 182 spett.)\| Arbitro: \| Virgilio (Trapani) \| |
| Arbitro:                                         | Virgilio (Trapani) |               |         |                                                                           |

| Olbia 27 marzo 2022, ore 14:30 CEST 34ª giornata | Olbia             | 0 – 0 referto | Teramo | Stadio Bruno Nespoli (500 spett.)\| Arbitro: \| Gemelli (Messina) \| |
| Arbitro:                                         | Gemelli (Messina) |               |        |                                                                      |

| Arbitro: | Leone (Barletta) |

|                              |           |                       |
| Bernardotto 43’ D'Andrea 55’ | Marcatori | 90+3’ (aut.) Codromaz |

| Arbitro: | Baratta (Rossano) |

|                 |           |              |
| Bernardotto 41’ | Marcatori | 5’ Benedetti |

| Arbitro: | Canci (Carrara) |

|                                 |           |                 |
| Faggioli 11’ Rolfini 26’ (rig.) | Marcatori | 21’ Bernardotto |

| Arbitro: | Monaldi (Macerata) |

|  |           |                          |
|  | Marcatori | 44’ Cigarini 57’ Rosafio |

### Coppa Italia Serie C

#### Turni eliminatori
| Arbitro: | Zanotti (Rimini) |

|                   |           |  |
| Bîrligea 19’, 39’ | Marcatori |  |

| Arbitro: | Madonia (Palermo) |

|              |           |  |
| Bîrligea 48’ | Marcatori |  |

#### Fase finale
| Arbitro: | Bordin (Bassano del Grappa) |

|           |           |  |
| Viero 51’ | Marcatori |  |

| Arbitro: | Scarpa (Collegno) |

|  |           |                                 |
|  | Marcatori | 5’ Voltan 42’ Vinetot 71’ Rover |

### Statistiche di squadra
Statistiche aggiornate al 1º luglio 2021.
| Competizione         | Punti | In casa | In casa | In casa | In casa | In casa | In casa | In trasferta | In trasferta | In trasferta | In trasferta | In trasferta | In trasferta | Totale | Totale | Totale | Totale | Totale | Totale | DR  |
| Competizione         | Punti | G       | V       | N       | P       | Gf      | Gs      | G            | V            | N            | P            | Gf           | Gs           | G      | V      | N      | P      | Gf     | Gs     | DR  |
| -------------------- | ----- | ------- | ------- | ------- | ------- | ------- | ------- | ------------ | ------------ | ------------ | ------------ | ------------ | ------------ | ------ | ------ | ------ | ------ | ------ | ------ | --- |
| Serie C              | 19    | 9       | 2       | 3       | 4       | 8       | 16      | 10           | 2            | 4            | 4            | 10           | 19           | 19     | 4      | 7      | 8      | 18     | 35     | -17 |
| Coppa Italia Serie C | -     | 4       | 3       | 0       | 1       | 4       | 3       | 0            | 0            | 0            | 0            | 0            | 0            | 4      | 3      | 0      | 1      | 4      | 3      | +1  |
| Totale               | -     | 13      | 5       | 3       | 5       | 12      | 19      | 10           | 2            | 4            | 4            | 10           | 19           | 23     | 7      | 7      | 9      | 22     | 38     | -16 |